# منتخب سيشل لكرة الطائرة للسيدات
منتخب سيشل الوطني لكرة الطائرة للسيدات (بالإنجليزية: Seychelles women's national volleyball team)‏ هو ممثل سيشل الرسمي في المنافسات الدولية في كرة طائرة للسيدات.